# Porte des Lilas - Cinéma (metropolitana di Parigi)
Porte des Lilas - Cinéma è una stazione fantasma della metropolitana di Parigi.

## La stazione
In disuso dopo la chiusura al pubblico della voie navette, vive oggi una "seconda vita" come set per le riprese di spot e film.
La RATP sta tuttavia studiando una possibile fusione delle linee 3 bis e 7 bis, che comporterebbe la riapertura al pubblico della stazione di Porte des Lilas - Cinema.